# Kalenyk Andrijewicz
Kalenyk Andrijewicz (ukr.: Кале́ник Андріє́вич) (daty urodzenia i śmierci nieznane) – hetman wojsk zaporoskich w latach 1609–1610 oraz 1624–1625.
Wraz z wojskami kozaków rejestrowych brał udział w oblężeniu Smoleńska w 1610 roku, u boku armii polsko-litewskiej.
Był stronnikiem współpracy z Polską, choć starał się w jej ramach o zwiększenia praw kozactwa. W latach 1624—1625 domagał się zrównania praw kozaków z polską szlachtą, dążył do zachowania autonomii wojska zaporoskiego oraz walczył o prawa cerkwi prawosławnej.